# Cutusuma
Cutusuma är en ort i Bolivia.   Den ligger i departementet La Paz, i den centrala delen av landet, 400 km nordväst om huvudstaden Sucre. Cutusuma ligger 1 322 meter över havet och antalet invånare är 331.
Terrängen runt Cutusuma är huvudsakligen bergig, men den allra närmaste omgivningen är kuperad. Cutusuma ligger nere i en dal. Runt Cutusuma är det glesbefolkat, med 11 invånare per kvadratkilometer.. Närmaste större samhälle är Chulumani, 4,2 km nordväst om Cutusuma. 
Omgivningarna runt Cutusuma är en mosaik av jordbruksmark och naturlig växtlighet.